# Gilletts leeuwerik
De Gilletts leeuwerik (Calendulauda gilletti, synoniem Mirafra gilletti) is een zangvogel uit de familie Alaudidae (leeuweriken). Deze vogel is genoemd naar de Britse legerofficier en ontdekkingsreiziger Frederick Alfred Gillett (1872-1944)

## Verspreiding en leefgebied
Deze soort komt voor in het oosten van Afrika en telt drie ondersoorten:
- C. g. gilletti: oostelijk Ethiopië en noordwestelijk Somalië.
- C. g. degodiensis: zuidoostelijk Ethiopië.
- C. g. arorihensis: van centraal Somalië tot noordoostelijk Kenia.

## Status
De grootte van de populatie is niet gekwantificeerd maar de soort wordt omschreven als vrij algemeen. Op de Rode lijst van de IUCN heeft deze soort de status niet bedreigd.